# Txauj
Txauj (en rus: Чауж) és un poble (un possiólok) de l'óblast de Sverdlovsk, a Rússia, segons el cens del 2010 tenia 13 habitants.